# David Yow
David Yow (nacido el 2 de agosto de 1960 en Las Vegas, Nevada, Estados Unidos) es un músico, cantante y bajista conocido por ser el vocalista de las bandas de noise rock Scratch Acid y The Jesus Lizard.

## Biografía
En 1982, Yow formó Scratch Acid, una alocada banda de punk rock y post-hardcore basada en Austin, Texas. La alineación original de la banda era: Steve Anderson (voz), David Wm. Sims (guitarra), Brett Bradford (guitarra), Rey Washam (batería) y Yow en el bajo. Sin embargo, antes de grabar un álbum, Anderson fue despedido, lo que provocó que Yow se moviera al canto y Sims al bajo. Después de lanzar dos EP y un LP, se separan en 1987.
Ese mismo año, Yow y Sims forman The Jesus Lizard, junto al guitarrista Duane Denison. El trío se muda a Chicago, Illinois en 1989. En los principios de la banda (y en su primer lanzamiento, el EP Pure), la banda usaba una caja de ritmos, que luego fue suplantada por el baterista Mac McNeilly. Junto a The Jesus Lizard, Yow adquirió algo de fama por cantar de manera incoherente, y muy ebrio. Sobre hacer giras con The Jesus Lizard, Yow dice: "Disfruté escribir canciones y actuar como idiota junto a ellos. [...] Para hacer suficiente dinero como para mantenernos a nosotros mismos". Eventualmente, la banda consiguió un lugar en la gira Lollapalooza: consiguieron un contrato con Capitol Records, a pesar de disfrutar de poco éxito comercial. Durante la carrera de la banda, se lanzaron tres EP, seis LP y un álbum en vivo, antes de separarse en 1999.
En el 9 de septiembre de 2006, Yow, Sims, Washam y Bradford reformaron temporalmente Scratch Acid para el aniversario de los 25 años de Touch & Go Records. Esta reunión engendró dos conciertos más: uno en Austin, el 2 de septiembre, y otro en Seattle, el 16 de septiembre.
A fines de 2006, Yow oficialmente se unió al dueto de Los Ángeles Qui como un miembro permanente, luego de tocar varios shows como "invitado estrella". Sobre sus dos compañeros en Qui, Yow dijo: "Bueno, los dos son jodidamente brillantes, ¿sabes?...Nunca en mi carrera artística me había encontrado con dos sujetos con tanto talento, tanta visión...".
El 25 de enero de 2008, Yow fue hospitalizado en Pittsburgh por un pulmón colapsado, después de un concierto. Fue dado de alta unos pocos días después.
A mediados de 2008, se anunció la reunión de The Jesus Lizard, con la alineación clásica. Luego, se embarcaron en varias giras.
Yow también toca en vivo con varias bandas, incluyendo a Cop Shoot Cop, Shellac, The Dicks, Melvins, además de colaborar en álbumes de Helmet, Melvins, Model/Actress, y otros.
Según su amigo cercano, el músico y ingeniero de sonido Steve Albini, Yow es un talentoso cocinero, y ha trabajado en varios restaurantes de Austin y Chicago. También está interesado en el diseño gráfico; es conocido por su retoque de fotografías.
Yow ha mencionado su amor por los gatos, especialmente por los Maine Coon: actualmente tiene al menos dos gatos, llamados Little Buddy y Baby Boy.